# Urbain Jean Faurie
Padre Urbain Jean Faurie fue un sacerdote, micólogo, y botánico francés (1 de enero de 1847, Dunières - Formosa, 4 de julio de 1915).
Fue miembro de la "Sociedad de Misiones Extranjeras" en 1869 y se ordenó presbítero en 1873. Parte a enseñar al Japón a Tokio y a Niigata.
Trabajó como misionero en Japón de 1882 a 1894, y en 1896, va a Taiwán Formosa. Su herbario fue comprado por la corona imperial.

## Honores

### Epónimos
En su honor, se nombraron más de 240 especies:
- (Acanthaceae) Championella fauriei(Benoist) C.Y.Wu & C.C.Hu[1]
- (Aceraceae) Acer fauriei H.Lév. & Vaniot[2]
- (Adiantaceae) Anogramma fauriei Christ in C.Chr.[3]
- (Amaranthaceae) Achyranthes fauriei H.Lév. & Vaniot[4]
- (Apiaceae) Peucedanum fauriei Fedde ex H.Wolff[5]
- (Aquifoliaceae) Ilex fauriei Gand.[6]
- (Araliaceae) Cheirodendron fauriei Hochr.[7]
- (Aristolochiaceae) Asarum fauriei Franch.[8]
- (Asteraceae) Ainsliaea faurieana Beauverd[9]
- (Ericaceae) Pyrola faurieana Andres[10]
- (Urticaceae) Pipturus fauriei Yamam.[11]
- (Valerianaceae) Valeriana fauriei Briq.[12]
- (Violaceae) Viola faurieana W.Becker[13]
- (Woodsiaceae) Hypodematium fauriei (Kodama) Tagawa[14]

- La abreviatura «Faurie» se emplea para indicar a Urbain Jean Faurie como autoridad en la descripción y clasificación científica de los vegetales.[15]